# Argyrogrammana pulchra
Argyrogrammana pulchra är en fjärilsart som beskrevs av Talbot 1929. Argyrogrammana pulchra ingår i släktet Argyrogrammana och familjen Riodinidae. Inga underarter finns listade i Catalogue of Life.